# Lijst van internationale toegangscodes
Ieder land heeft een combinatie van een internationale toegangscode en een landnummer om internationaal te kunnen bellen. Onderstaande lijst vermeldt voor alle landen de internationale toegangscode die direct vóór het landnummer moet worden gezet.
De ITU heeft 00 als de standaard aangewezen en de meeste landen (zoals België en Nederland) hebben dit overgenomen. In deze lijst worden de uitzonderingen opgesomd, inclusief landen die een tweede code naast 00 hanteren.
De internationale toegangscode mag ook worden vervangen door een +, wat staat voor de internationale oproep-prefix. Voor Nederland wordt de complete landcode dan +31 of 0031. Bij sommige telefoontoestellen kun je gewoon deze + invoeren (bij de meeste mobiele telefoons de '0' ingedrukt houden). Op deze manier hoeft men de internationale toegangscode niet te weten en hoeft men het telefoonboek van een mobiele telefoon nooit om te zetten bij het passeren van een landsgrens.
N.B.: 𝅘𝅥𝅮 betekent wachten op een kiestoon alvorens verder te kiezen.
- 00
  - Alle landen die hieronder niet genoemd worden.
- 0 𝅘𝅥𝅮 0
  -  Polen (ondersteunt ook de ITU-standaard)
- 0x0
  -  Mauritius ('x' is een cijfer voor een 'International Long Distance' operating company)
    - 00 Werkt alleen vanuit een telefooncel.
- 00 𝅘𝅥𝅮
  -  Algerije
  -  Hongarije
  -  Marokko
- 00xx ('xx' staat voor de twee cijfers van de Braziliaanse Carrier Selection Code)
  -  Brazilië
- 000
  -  Kenia,  Tanzania (inclusief Zanzibar),  Oeganda. Tussen deze drie landen onderling wordt geen landnummer gekozen: voor een gesprek naar Kenia kiest men 005, naar Oeganda 006 en naar Tanzania 007.
- 001
  -  Hongkong (ook 002 (fax), 0060, 007, 008, 0080, 009 en nog veel andere voor diensten van verschillende aanbieders)
  -  Indonesië (ook 008)
  -  Mongolië
  -  Singapore (ook 002, 008, 012, 013, 018, 019)
  -  Zuid-Korea (ook 002, 005, 006, 008, tientallen nummers met 003xx of 007xx gebaseerd op IDD-diensten die vooral op mobiele telefoons, maar ook op vaste lijnen worden gebruikt.)
  -  Thailand de prefixes 007, 008 en 009 zijn voor kortingtarieven (met soms kwaliteitsverlies) van de Thaise nationale telefoonmaatschappijen TOT en TT&T.
- 0010
  -  Bolivia (ook 0011, 0012, 0013)
- 0011
  -  Australië (ook 0014, 0015, 0018)
- 002
  -  Taiwan (ook 005, 006, 007, 009, 019)
  -  Paraguay
- 005
  -  Colombia (ook 007, 009)
- 009
  -  Nigeria
- 010
  -  Japan
  - voormalige code van  Verenigd Koninkrijk (thans: 00)
- 011
  - North American Numbering Plan area:
    -  Verenigde Staten inclusief  Puerto Rico,  Amerikaanse Maagdeneilanden,  Guam, de  Noordelijke Marianen en  Amerikaans-Samoa
    -  Canada
    -  Anguilla
    -  Antigua en Barbuda
    -  Bahama's
    -  Barbados
    -  Bermuda
    -  Britse Maagdeneilanden
    -  Kaaimaneilanden
    -  Dominica
    -  Dominicaanse Republiek
    -  Grenada
    -  Jamaica
    -  Montserrat
    -  Saint Kitts en Nevis
    -  Saint Lucia
    -  Saint Vincent en de Grenadines
    -  Sint Maarten
    -  Trinidad en Tobago
    -  Turks- en Caicoseilanden
- 01x
  -  Israël (x staat voor het cijfer van de provider. De ITU-standaard wordt ook ondersteund.)
- 05
  -  Papoea-Nieuw-Guinea
- 07 𝅘𝅥𝅮
  - voormalige code van  Spanje (thans: 00)
- 09
  - voormalige code van  Zuid-Afrika (sinds 16 januari 2007: 00)
  - voormalige code van  Nederland (thans: 00)
- 1xx0 ('xx' staat voor de twee cijfers van de Chileense provider) Hoewel in Chili alle providers de 1-prefix gebruiken, is het nummer van de provider in advertenties en algemeen gebruik inclusief de 1-prefix (dus als onderdeel van het gehele nummer).
  -  Chili
- 119
  - voormalige code van  Cuba (thans: 00)
- 15
  -  Tsjaad
- 19
  -  Centraal-Afrikaanse Republiek
  - voormalige code van  Frankrijk (thans: 00)
- 19 𝅘𝅥𝅮
  -  Wallis en Futuna
- 8 𝅘𝅥𝅮 10
  - Dit was de standaard voor de  Sovjet-Unie voor diverse voormalige Sovjet-landen:
    -  Wit-Rusland
    -  Kazachstan
    -  Rusland
    -  Tadzjikistan
    -  Turkmenistan
- 90
  -  Burundi
- 99…
  -  Finland, waar om concurrentie aan te moedigen tussen telefoonmaatschappijen, een systeem van voorvoegsels is geïntroduceerd beginnend met 99 naast de bestaande 00-prefix.
    - 990 Telia Finland Oyj
    - 991 Elisa Oyj
    - 99511 Nettia Oy
    - 99533 DNA Oyj
    - 99555 DNA Oyj
    - 99559 Elisa Oyj
    - 99577 DNA Oyj
    - 99599 Nettia Oy
    - 999 Elisa Oyj